# Urfahr
Urfahr est un quartier de Linz situé au nord du Danube, en Haute-Autriche. Elle est limitrophe des districts de Pöstlingberg et de Sainte-Madeleine et au sud du Danube sur Froschberg, Innere Stadt et Kaplanhof. Urfahr était une municipalité distincte jusqu’à son incorporation à Linz en 1919. Dans le langage courant, tous les districts de Linz au nord du Danube, y compris Pöstlingberg, Sainte-Madeleine et Dornach-Auhof, sont souvent considérés comme faisant partie d’Urfahr.